# Wahlen in Irland (1951–1969)
Die folgende Aufstellung enthält Details zu den bisherigen Wahlen in Irland zum Dáil Éireann, dem irischen Unterhaus.

## 14.–19. Dáil Éireann

### 1951
Die Wahl zum 14. Dáil fand am 30. Mai 1951 statt. 147 Parlamentarier versammelten sich erstmals am 13. Juni und die Amtszeit dauerte 1084 Tage.
Eine Neuwahl wurde 1951 aufgrund von diversen Krisen innerhalb der Mehrparteienregierung notwendig, hauptsächlich wegen des „Mother and Child scheme“. Obwohl die ganze Affäre, die bei der auch der Gesundheitsminister Noel Browne zurücktrat, nicht für das komplette Scheitern der Regierung verantwortlich gemacht werden kann, erhöhte es aber dennoch den Druck zwischen den verschiedenen politischen Parteien. Es gab noch weitere Probleme im Land: steigende Preise (vor allem für Milch) und ein starkes Gehaltsgefälle.
Obwohl das Ende der ersten Mehrparteienregierung gekommen war, hatte diese doch eine Reihe von Errungenschaften aufzuweisen, zeigt, dass eine solche Regierung funktionieren kann und brachte frischen Wind in die irische Politik.
Die Ergebnisse nach der Wahl waren schwer zu deuten. Während Fine Gael starke Gewinne und Clann na Poblachta (aufgrund innerer Streitereien) starke Verluste hinnehmen musste, blieben alle anderen Parteien nahezu auf dem bisherigen Level. Die Labour Party konnte ihre inneren Schwierigkeiten überwinden und bestritt den Wahlkampf wieder zusammen mit der National Labour Party.
Obwohl Fianna Fáil erneut nicht genügend Sitze für eine Einparteienregierung erreichen konnte, waren diesmal die
Koalitionsverhandlungen erfolgreich und so konnte die Partei zusammen mit einigen Unabhängigen eine Regierung bilden.
- Unabh.: 14
- Sonst.: 8
- LAB: 16
- FG: 40
- FF: 69

| Partei             | Anführer        | Sitzverteilung1 | Sitzverteilung1 | Sitzverteilung1 | Nachwahlen (5)2 | Nachwahlen (5)2 | Nachwahlen (5)2 | Nachwahlen (5)2 |
| ------------------ | --------------- | --------------- | --------------- | --------------- | --------------- | --------------- | --------------- | --------------- |
| Partei             | Anführer        | Anzahl          | ±               | %-Verteilung    | Verloren        | Gewonnen        | Behalten        | ±               |
| Fianna Fáil        | Eamon de Valera | 69              | +1              | 46,94 %         | 2               | 1               | 2               | −1              |
| Fine Gael          | Richard Mulcahy | 40              | +9              | 27,21 %         | 3               | 1               | 2               | +2              |
| Labour Party       | William Norton  | 16              | −3              | 10,88 %         | 1               |                 |                 | −1              |
| Clann na Talmhan   | Joseph Blowick  | 6               | −1              | 4,08 %          |                 |                 |                 |                 |
| Clann na Poblachta | Seán MacBride   | 2               | −8              | 1,37 %          |                 |                 |                 |                 |
| Unabhängige        | Unabhängige     | 14              | +2              | 9,52 %          |                 |                 | 1               |                 |
|                    |                 | 147             | ±0              |                 |                 |                 |                 |                 |

### 1954
Die Wahl zum 15. Dáil fand am 14. Mai 1954 statt. Die 147 Parlamentarier versammelten sich erstmals am 2. Juni und die Amtszeit dauerte 1022 Tage.
Auslöser für die Wahl war der Verlust der Mehrheit (aufgrund von verlorenen Nachwahlen) der regierenden Partei Fianna Fáil im
Unterhaus. Eamon de Valera entschied sich daraufhin Neuwahl anzusetzen.
Finna Fáil hatte bei dieser Wahl am meisten zu verlieren und so stellte die Partei ein umfangreiches Wahlprogramm auf, dass als Kernpunkt politische Stabilität für die nächsten 5 Jahre hatte. Doch in den letzten Jahren war die Wirtschaft weiter geschrumpft und
Arbeitslosigkeit und Emigrationszahlen gestiegen. Die Amtszeit von 1951 bis 1954 gilt als de Valeras schlechteste. Obwohl Fianna Fáil weiterhin stärkste Partei blieb, bildete sich zum zweiten Mal in der irischen Geschichte eine Mehrparteienregierung aus Fine Gael, Labour Party und
Clann na Talmhan.
- Unabh.: 5
- LAB: 19
- FG: 50
- FF: 65

| Partei             | Anführer        | Sitzverteilung1 | Sitzverteilung1 | Sitzverteilung1 | Nachwahlen (5)2 | Nachwahlen (5)2 | Nachwahlen (5)2 | Nachwahlen (5)2 |
| ------------------ | --------------- | --------------- | --------------- | --------------- | --------------- | --------------- | --------------- | --------------- |
| Partei             | Anführer        | Anzahl          | ±               | %-Verteilung    | Verloren        | Gewonnen        | Behalten        | ±               |
| Fianna Fáil        | Eamon de Valera | 65              | −4              | 44,22 %         |                 | 3               | 2               | +3              |
| Fine Gael          | Richard Mulcahy | 50              | +10             | 34,01 %         | 2               |                 |                 | −2              |
| Labour Party       | William Norton  | 19              | +3              | 12,93 %         | 1               |                 |                 | −1              |
| Clann na Talmhan   | Joseph Blowick  | 5               | −1              | 3,40 %          |                 |                 |                 |                 |
| Clann na Poblachta | Seán MacBride   | 3               | +1              | 2,04 %          |                 |                 | 1               |                 |
| Unabhängige        | Unabhängige     | 5               | −9              | 3,40 %          |                 |                 | 1               |                 |
|                    |                 | 147             | ±0              |                 |                 |                 |                 |                 |

### 1957
Die Wahl zum 16. Dáil fand am 5. März 1957 statt, etwa drei Wochen nach der Auflösung des letzten Dáil. Die 147 Parlamentarier versammelten sich erstmals am 20. März und die Amtszeit dauerte 1674 Tage.
Die Wahl wurde aufgrund einer Krise bezüglich der Handelsbilanz notwendig. Fianna Fáil initiierte daraufhin ein Misstrauensvotum gegen die Mehrparteienregierung von Fine Gael, Labour Party und Clann na Talmhan. Anstatt die Gefahr eine Niederlage einzugehen, löste der Taoiseach John A. Costello das Dáil auf und setzte Neuwahlen an. Der folgende Wahlkampf drehte sich überwiegend um wirtschaftliche Themen.
Fianna Fáil hatte im Januar einen umfangreichen Rahmenplan ihrer Politik veröffentlicht und darin kritisch gegenüber wirtschaftlichen Themen Stellung genommen – auch gegenüber ihrer eigenen Politik. Der freie Handel war nun ein klar erklärtes Ziel der Partei, ungeachtet ihrer bisherigen Politik. Hinter diesen neuen Richtlinien stand der zweite Mann der Partei, Seán F. Lemass. Eamon de Valera, mittlerweile 75 Jahre alt, trat zum letzten Mal bei einer Wahl an und führte einen energischen Wahlkampf. Die Nachricht von Fianna Fáil war einfach: Mehrparteienregierungen sind instabil.
Nach Auszählung der Stimmen erreichte Fianna Fáil eine absolute Mehrheit und Eamon de Valera wurde letztmals Taoiseach.
- Unabh.: 10
- Sonst.: 8
- LAB: 10
- FG: 40
- FF: 79

| Partei             | Anführer        | Sitzverteilung1 | Sitzverteilung1 | Sitzverteilung1 | Nachwahlen (6)2 | Nachwahlen (6)2 | Nachwahlen (6)2 | Nachwahlen (6)2 |
| ------------------ | --------------- | --------------- | --------------- | --------------- | --------------- | --------------- | --------------- | --------------- |
| Partei             | Anführer        | Anzahl          | ±               | %-Verteilung    | Verloren        | Gewonnen        | Behalten        | ±               |
| Fianna Fáil        | Eamon de Valera | 79              | +14             | 53,74 %         | 2               | 3               | 3               | −1              |
| Fine Gael          | Richard Mulcahy | 40              | −10             | 27,21 %         | 1               | 2               |                 | +1              |
| Labour Party       | William Norton  | 10              | −9              | 6,80 %          |                 |                 |                 |                 |
| Sinn Féin          |                 | 4               | +4              | 2,72 %          |                 |                 |                 |                 |
| Clann na Talmhan   | Joseph Blowick  | 3               | −2              | 2,04 %          |                 |                 |                 |                 |
| Clann na Poblachta | Seán MacBride   | 1               | −2              | 0,69 %          |                 |                 |                 |                 |
| Unabhängige        | Unabhängige     | 10              | +5              | 6,80 %          | 1               | 1               |                 |                 |
|                    |                 | 147             | ±0              |                 |                 |                 |                 |                 |

### 1961
Die Wahl zum 17. Dáil fand am 4. Oktober 1961 statt. Die nun 144 Parlamentarier (drei weniger als bei der Wahl zuvor) versammelten sich erstmals am 11. Oktober und die Amtszeit dauerte 1281 Tage.
Diese Wahl sah an den Spitzen der drei größten Parteien drei neue Anführer. Seán F. Lemass übernahm die Führung von Fianna Fáil im Jahr 1959 und somit war dies die erste Wahl von Fianna Fáil ohne ihren Gründer Eamon de Valera. Ebenfalls 1959 übernahm James Dillon die Führung von Fine Gael und an der Spitze der Labour Party stand nun Brendan Corish.
Obwohl die Neuwahl hauptsächlich durch eine Krise bezüglich des irischen Beitritts zur EU ausgelöst wurde, war dieses Thema im Wahlkampf nur nebensächlich. Der gesamte Wahlkampf gilt bis heute als lustlosester in der irischen Geschichte – Hauptthema war der Unterricht der irischen Sprache in Schulen.
- Unabh.: 6
- Sonst.: 5
- LAB: 16
- FG: 47
- FF: 70

| Partei                         | Anführer       | Sitzverteilung1 | Sitzverteilung1 | Sitzverteilung1 | Nachwahlen (5)2 | Nachwahlen (5)2 | Nachwahlen (5)2 | Nachwahlen (5)2 |
| ------------------------------ | -------------- | --------------- | --------------- | --------------- | --------------- | --------------- | --------------- | --------------- |
| Partei                         | Anführer       | Anzahl          | ±               | %-Verteilung    | Verloren        | Gewonnen        | Behalten        | ±               |
| Fianna Fáil                    | Seán F. Lemass | 70              | −9              | 48,61 %         |                 | 1               | 1               | +1              |
| Fine Gael                      | James Dillon   | 47              | +7              | 32,64 %         |                 | 1               | 2               | +1              |
| Labour Party                   | Brendan Corish | 16              | +6              | 11,11 %         | 1               |                 | 1               | −1              |
| Clann na Talmhan               | Joseph Blowick | 2               | −1              | 1,39 %          | 1               |                 |                 | −1              |
| National Progressive Democrats | Noel Browne    | 2               | +2              | 1,39 %          |                 |                 |                 |                 |
| Clann na Poblachta             | Joseph Barron  | 1               |                 | 0,69 %          |                 |                 |                 |                 |
| Unabhängige                    | Unabhängige    | 6               | −3              | 4,17 %          |                 |                 |                 |                 |
| Andere (Sinn Féin)             |                | 0               | −4              |                 |                 |                 |                 |                 |
|                                |                | 144             | −3              |                 |                 |                 |                 |                 |

### 1965
Die Wahl zum 18. Dáil fand am 7. April 1965 statt. Die 144 Parlamentarier versammelten sich erstmals am 21. April und die Amtszeit dauerte 1533 Tage.
Die Wahl 1965 wurde wegen einer verlorenen Nachwahl der regierenden Partei Fianna Fáil notwendig. Der Sieg von Eileen Desmond der Labour Party im Wahlkreis Mid Cork und dem damit verlorenen Sitz führte zu einer Situation, in der die weitere Regierungsfähigkeit nicht gegeben war, so dass der Taoiseach Seán F. Lemass den Dáil auflöste.
In den letzten Jahren hatte die Republik Irland einen großen wirtschaftlichen Aufschwung erlebt und so ging die Regierungspartei Fianna Fáil mit ihrem Anführer und dem Slogan „Lasst Lemass weiter regieren“ in den Wahlkampf. Doch auch Fine Gael veröffentlichte ein umfassendes Wahlprogramm, in dem die Errichtung einer neuen Regierungsstelle vorgeschlagen wurde, die sich mit der wirtschaftlichen Zukunftsplanung beschäftigen sollte. Doch innerlich war die Partei sich nicht einig, da viele der älteren, konservativeren Mitglieder den neuen Weg nicht unterstützten.
- Unabh.: 3
- LAB: 22
- FG: 47
- FF: 72

Die Wahl brachte eine absolute Mehrheit für Fianna Fáil und Seán F. Lemass blieb Taoiseach. James Dillon, Anführer von Fine Gael, trat direkt nach Verkündung des Ergebnisses zurück.
| Partei                                                                        | Anführer       | Sitzverteilung1 | Sitzverteilung1 | Sitzverteilung1 | Nachwahlen (4)2 | Nachwahlen (4)2 | Nachwahlen (4)2 | Nachwahlen (4)2 |
| ----------------------------------------------------------------------------- | -------------- | --------------- | --------------- | --------------- | --------------- | --------------- | --------------- | --------------- |
| Partei                                                                        | Anführer       | Anzahl          | ±               | %-Verteilung    | Verloren        | Gewonnen        | Behalten        | ±               |
| Fianna Fáil                                                                   | Seán F. Lemass | 72              | +2              | 50,00 %         |                 | 3               | 3               | +3              |
| Fine Gael                                                                     | James Dillon   | 47              |                 | 32,64 %         | 2               | 1               |                 | −1              |
| Labour Party                                                                  | Brendan Corish | 22              | +6              | 15,28 %         | 2               |                 |                 | −2              |
| Unabhängige                                                                   | Unabhängige    | 3               | −3              | 2,08 %          |                 |                 |                 |                 |
| Andere (Clann na Talmhan, National Progressive Democrats, Clann na Poblachta) |                | 0               | −5              |                 |                 |                 |                 |                 |
|                                                                               |                | 144             | ±0              |                 |                 |                 |                 |                 |

### 1969
Die Wahl zum 19. Dáil fand am 18. Juni 1969 statt. Die 144 Parlamentarier versammelten sich erstmals am 2. Juli und die Amtszeit dauerte 1351 Tage.
Die Wahl 1969 erlebte zwei neue Anführer der stärksten Parteien: Jack Lynch von Fianna Fáil wurde bereits 1966 Taoiseach und Liam Cosgrave schon ein Jahr zuvor, 1965, Anführer von Fine Gael. Brendan Corish (Labour Party) war bereits zum 3. Mal bei einer Wahl erster Mann seiner Partei.
Finna Fáil war nun bereits seit 1957 an der Macht und ungeachtet diverser Medienberichte nach wie vor beliebt bei den Wählern und Jack Lynch erwies sich als größtes Plus der Partei. Seine ruhige und unbekümmerte Art zog, neben der Tatsache, dass die Oppositionsparteien zerstritten waren, viele Erstwähler zu Fianna Fáil.
Auch Fine Gael hatte interne Probleme. Es gab noch immer Unstimmigkeiten zwischen den älteren, konservativeren Parteimitgliedern, die die alten Prinzipien unterstützten und der jüngeren Generation, die die Partei Richtung Links ausrichten wollen. Der Labour Party mit dem Slogan „Die 70er Jahre werden sozialistisch“ waren vor der Wahl größere Gewinne vorausgesagt worden, doch Fianna Fáil verstand es ausgezeichnet, die Labour Party mit der Angst vor dem Kommunismus zu belasten. Eine Taktik, die sich auszahlen sollte.
- Unabh.: 1
- LAB: 18
- FG: 50
- FF: 75

| Partei       | Anführer       | Sitzverteilung1 | Sitzverteilung1 | Sitzverteilung1 | Nachwahlen (4)2 | Nachwahlen (4)2 | Nachwahlen (4)2 | Nachwahlen (4)2 |
| ------------ | -------------- | --------------- | --------------- | --------------- | --------------- | --------------- | --------------- | --------------- |
| Partei       | Anführer       | Anzahl          | ±               | %-Verteilung    | Verloren        | Gewonnen        | Behalten        | ±               |
| Fianna Fáil  | Jack Lynch     | 75              | +3              | 52,08 %         | 2               | 2               | 1               |                 |
| Fine Gael    | Liam Cosgrave  | 50              | +3              | 34,73 %         | 1               | 2               | 1               | +1              |
| Labour Party | Brendan Corish | 18              | −4              | 12,50 %         | 1               |                 |                 | −1              |
| Unabhängige  | Unabhängige    | 1               | −2              | 0,69 %          |                 |                 |                 |                 |
|              |                | 144             | ±0              |                 |                 |                 |                 |                 |